# Bandiera di Manitoba
La bandiera del Manitoba è una Red Ensign con lo stemma del Manitoba.
Lo stemma raffigura nella parte inferiore un bisonte su una roccia con sfondo verde, nella parte superiore la croce di San Giorgio.
La bandiera è stata approvata l'11 maggio 1965.
Prima del 1965 il Manitoba non aveva una propria bandiera ma utilizzava la vecchia bandiera canadese che consisteva in una Red Ensign con lo stemma del Canada.
La decisione del governo federale di sostituire la vecchia Red Ensign con l'attuale Maple leaf fu molto impopolare.
La nascita della bandiera di Manitoba si deve quindi al desiderio della provincia di continuare a utilizzare la vecchia Red Ensign. Simile storia ha avuto la bandiera dell'Ontario.